# Zespół Brunnera
Zespół Brunnera (ang. Brunner syndrome) – rzadka choroba genetyczna spowodowana mutacjami w genie MAOA kodującym monoaminooksydazę A. Schorzenie sprzężone jest z chromosomem X i chorują wyłącznie mężczyźni. Na obraz kliniczny składają się łagodne upośledzenie umysłowe i znaczna agresywność. Chorobę opisał Brunner i wsp. w 1993 roku u członków dużej holenderskiej rodziny.